# La aritmética del diablo (novela)
La aritmética del diablo es una novela histórica de ficción escrita por la autora americana Jane Yolen y publicada en 1988. El libro trata sobre Hannah Stern, una chica judía que vive en Nueva Rochelle, Nueva York. Durante una Séder Pésaj, Hannah es transportada a Polonia en el año 1942, durante la Segunda Guerra Mundial, donde es enviada a un campo de exterminio que se cree que es Auschwitz y aprende la importancia de conocer el pasado.
La aritmética del diablo fue nominada para el premio Nebula como mejor novela en 1988 y ganó el premio Libro Judío Nacional (en la categoría literatura infantil) en 1989. El guion para un telefilme de 1999 con el mismo título, protagonizado por Kirsten Dunst y Brittany Murphy, también fue nominado para el premio Nebula.

## Argumento
Hannah Stern es una joven muchacha judía en los tiempos actuales (fecha de publicación: 1980). Ella está aburrida por las historias de sus parientes acerca del pasado, no está mirando hacia adelante hacia el tiempo de Pascua y está cansada de su religión.. Cuando Hannah simbólicamente abre la puerta al profeta Elías, ella es transportada hacia atrás en el tiempo a 1942, durante la Segunda Guerra Mundial. En ese tiempo y lugar, las personas creían que ella era Chaya Abramowicz, quien se está recuperando del cólera, la fiebre que había matado a los padres de Chaya varios meses atrás. Culpa a la fiebre por los comentarios raros que dice Hannah/Chaya sobre el futuro y su incapacidad a reconocer la "tía" Gitl y el "tío" Shmuel.
En la boda de sus "tios", los nazis vienen para transportar a toda la población del pueblo a un campo de concentración cerca de Donavinm y solo Hannah sabe todos los horrores a los que se van a enfrentar: hambruna, falta de tratamiento, trabajos forzosos, y finalmente a la muerte. Ella lucha por sobrevivir en el campamento, con la ayuda de una chica llamada Rivka. El tío Shmuel y algunos otros hombres intentan escapar; los hombres son capturados. Fayge, que iba a casarse con Shmuel, es asesinada porque ella corría hacia Shmuel cuando él estaba a punto de ser fusilado con los hombres que fueron apresados. Yitzchak escapo y vivió en el bosque con los partidisas, luchando contra los alemanes.
Más tarde, cuando Hannah, Rivka, Esther y Shifre están trabajando, un guardia las escucha hablando en vez de trabajando. Shifre intenta tranquilizar al guardia con el que habían estado trabajando, pero él las lleva de todas maneras y deja a Hannah por sí sola. Cuando los tres están a punto de partir, Hannah toma el lugar de Rivka poniéndose su babshuka. Ya que los guardias no conocen sus caras, esto pasa desapercibido para el oficial. Las mujeres son llevadas a la cámara de gas. Ella es entonces transportada de vuelta a su familia. La tía Eva la llama. Hannah mira el número de la tía Eva, es el mismo que el de Rivka.
Hannah (cuando ella era Chaya) era realmente la mujer que fue nombrado después, Rivka era la tía Eva, y el hermano de Rivka, Wolfe, era el abuelo Will. (La tía Eva dijo que cambiaron sus nombres cuando llegaron a Estados Unidos.)
El epílogo al final de la novela revela que cuando fue liberado el campo los supervivientes eran Gitl (pesando tan sólo setenta y tres libras), Yitzchak, Rivka, y Leye (un trabajador en el campo) y su bebé Gitl y Yitzchak emigran a Israel, donde Yizchak se convierte en un político mientras Gitl organiza una misión de rescate dedicada a salvar las vidas de los jóvenes supervivientes y a la localización de miembros de la familia. La organización lleva el nombre de Chaya, su sobrina que murió como una heroína.